# Asexual Visibility and Education Network
Red para la Educación y Visibilidad de la Asexualidad (en inglés: Asexual Visibility and Education Network, AVEN) es una red para informar y visibilizar la asexualidad.
AVEN fue fundada por David Jay en 2001. Mientras estudiaba en la Universidad de Wesleyan en Connecticut, se declaró asexual y lanzó el sitio web de AVEN. AVEN, a la que Salon.com se refirió como la "sede en línea no oficial" del movimiento asexual, es reconocida como la comunidad asexual en línea más grande. El objetivo principal del sitio es crear una aceptación general y un debate sobre la asexualidad, así como facilitar el crecimiento de una gran sociedad asexual en línea. AVEN tenía más de 32.000 miembros registrados en 2011 y 143.000 en 2022.